# Éric Tomas
Pour les articles homonymes, voir Tomas.
Éric Tomas, né le 16 mai 1948 à Uccle, est un ingénieur civil, docteur en sciences appliquées diplômé (ancien assistant à l’Université libre de Bruxelles où il fut maître de conférences jusqu'en 2009). C'est un homme politique belge, membre du PS.

## Carrière politique
Dès 1977, il milite au sein du Parti socialiste et devient collaborateur, en 1980 et 1981, de Philippe Moureaux alors ministre de l’Intérieur et ministre et des Réformes institutionnelles (Martens III) , puis ministre de la Justice et des Réformes institutionnelles (Martens IV).
Il devient bourgmestre d’Anderlecht en 2012.  Il est réélu aux élections de 2018, et exerce la fonction jusqu’en 2021.

## Mandats politiques
- Depuis 1982 : Conseiller communal de la commune d'Anderlecht[2] ;
- 1985-1995 : Député à la Chambre des représentants ;
- 1995-2014 : Député au Parlement de la Région de Bruxelles-Capitale ;
- 1993-1995 : Ministre du Budget, de la Culture et du Sport de la Communauté française ;
- 1995-1999 : Secrétaire d'État bruxellois à la politique du logement, aux taxis et à la coordination des politiques communales ;
- 1999-2004 : Ministre régional bruxellois de l’Emploi, de l’Économie, de l’Énergie et du Logement ;
- 2004-2009 : Président du Parlement de la Région de Bruxelles-Capitale ;
- 30/06/2009 - 24/05/2014 : Député au Parlement de la Communauté française de Belgique (Fédération Wallonie-Bruxelles)[4] ;
- 2012–2021 : Bourgmestre de la commune d'Anderlecht[4].

## Décoration
- Grand-croix de l'ordre de Léopold II (2009)[5]